# Hexatoma (Eriocera) cincta cincta
Hexatoma (Eriocera) cincta cincta is een ondersoort van de tweevleugelige Hexatoma (Eriocera) cincta uit de familie steltmuggen (Limoniidae). De ondersoort komt voor in het Oriëntaals gebied.